# Great Yarmouth (circonscription britannique)
Pour les articles homonymes, voir Great Yarmouth (homonymie).
Circonscription parlementaire de la Chambre des communes
La circonscription de Great Yarmouth est une circonscription située dans le Norfolk, et représentée à la Chambre des communes du Parlement britannique depuis 2024 par Rupert Lowe du Reform UK.

## Géographie
La circonscription comprend:
- La ville de Great Yarmouth

## Députés
Les Members of Parliament (MPs) de la circonscription sont:
La circonscription apparue en 1295 et représentée par deux députés dont Thomas More (1504-1510), Horatio Walpole (1722-1734), Charles Townshend (1747-1756), Edward Walpole (1734-1768), John Jervis (1784-1790), Thomas Troubridge (1802-1806), Stephen Lushington (1806-1808), Thomas Anson (1818-1819), Winthrop Mackworth Praed (1835-1837), Arthur Lennox (1847-1848), William McCullagh Torrens (mars-aout 1857), John Mellor (1857-1859) et Henry Stracey (1859-1865).
Depuis 1885
| Législature    | Années       | Député               | Député                 | Parti            |
| -------------- | ------------ | -------------------- | ---------------------- | ---------------- |
| Great Yarmouth |              |                      |                        |                  |
| 23e            | 1885–1886    |                      | Henry Tyler            | Conservateur     |
| 24e            | 1886–1892    |                      | Henry Tyler            | Conservateur     |
| 25e            | 1892–1895    |                      | James Marshall Moorsom | Libéral          |
| 26e            | 1895–1900    |                      | John Colomb            | Conservateur     |
| 27e            | 1900–1906    |                      | John Colomb            | Conservateur     |
| 28e            | 1906–1910    | Arthur Fell          |                        | Conservateur     |
| 29e            | 1910–1910    | Arthur Fell          |                        | Conservateur     |
| 30e            | 1910–1918    | Arthur Fell          |                        | Conservateur     |
| 31e            | 1918–1922    | Arthur Fell          |                        | Conservateur     |
| 32e            | 1922–1923    |                      | James Marshall Moorsom | Libéral          |
| 33e            | 1923–1924    |                      | James Marshall Moorsom | Libéral          |
| 34e            | 1924–1929    |                      | Frank Meyer            | Conservateur     |
| 35e            | 1929–1931    |                      | Arthur Harbord         | Libéral          |
| 36e            | 1931–1935    |                      | Arthur Harbord         | Libéral-national |
| 37e            | 1935–1941    |                      | Arthur Harbord         | Libéral-national |
| 37e            | 1941-1945    | Percy William Jewson |                        | Libéral-national |
| 38e            | 1945–1950    |                      | Ernest Kinghorn        | Travailliste     |
| Yarmouth       |              |                      |                        |                  |
| 39e            | 1950–1951    |                      | Ernest Kinghorn        | Travailliste     |
| 40e            | 1951–1955    |                      | Anthony Fell           | Conservateur     |
| 41e            | 1955–1957    |                      | Anthony Fell           | Conservateur     |
| 42e            | 1959–1964    |                      | Anthony Fell           | Conservateur     |
| 43e            | 1964–1966    |                      | Anthony Fell           | Conservateur     |
| 44e            | 1966–1970    |                      | Hugh Gray              | Travailliste     |
| 45e            | 1970–1974    |                      | Anthony Fell (2)       | Conservateur     |
| Great Yarmouth |              |                      |                        |                  |
| 46e            | 1974–1974    |                      | Anthony Fell (2)       | Conservateur     |
| 47e            | 1974–1979    |                      | Anthony Fell (2)       | Conservateur     |
| 48e            | 1979–1983    |                      | Anthony Fell (2)       | Conservateur     |
| 49e            | 1983–1987    | Michael Cartiss      |                        | Conservateur     |
| 50e            | 1987–1992    | Michael Cartiss      |                        | Conservateur     |
| 51e            | 1992–1997    | Michael Cartiss      |                        | Conservateur     |
| 52e            | 1997–2001    |                      | Tony Wright            | Travailliste     |
| 53e            | 2001–2005    |                      | Tony Wright            | Travailliste     |
| 54e            | 2005–2010    |                      | Tony Wright            | Travailliste     |
| 55e            | 2010–2015    |                      | Brandon Lewis          | Conservateur     |
| 56e            | 2015–2017    |                      | Brandon Lewis          | Conservateur     |
| 57e            | 2017–2019    |                      | Brandon Lewis          | Conservateur     |
| 58e            | 2019–2024    |                      | Brandon Lewis          | Conservateur     |
| 59e            | 2024–Présent |                      | Rupert Lowe            | Reform UK        |

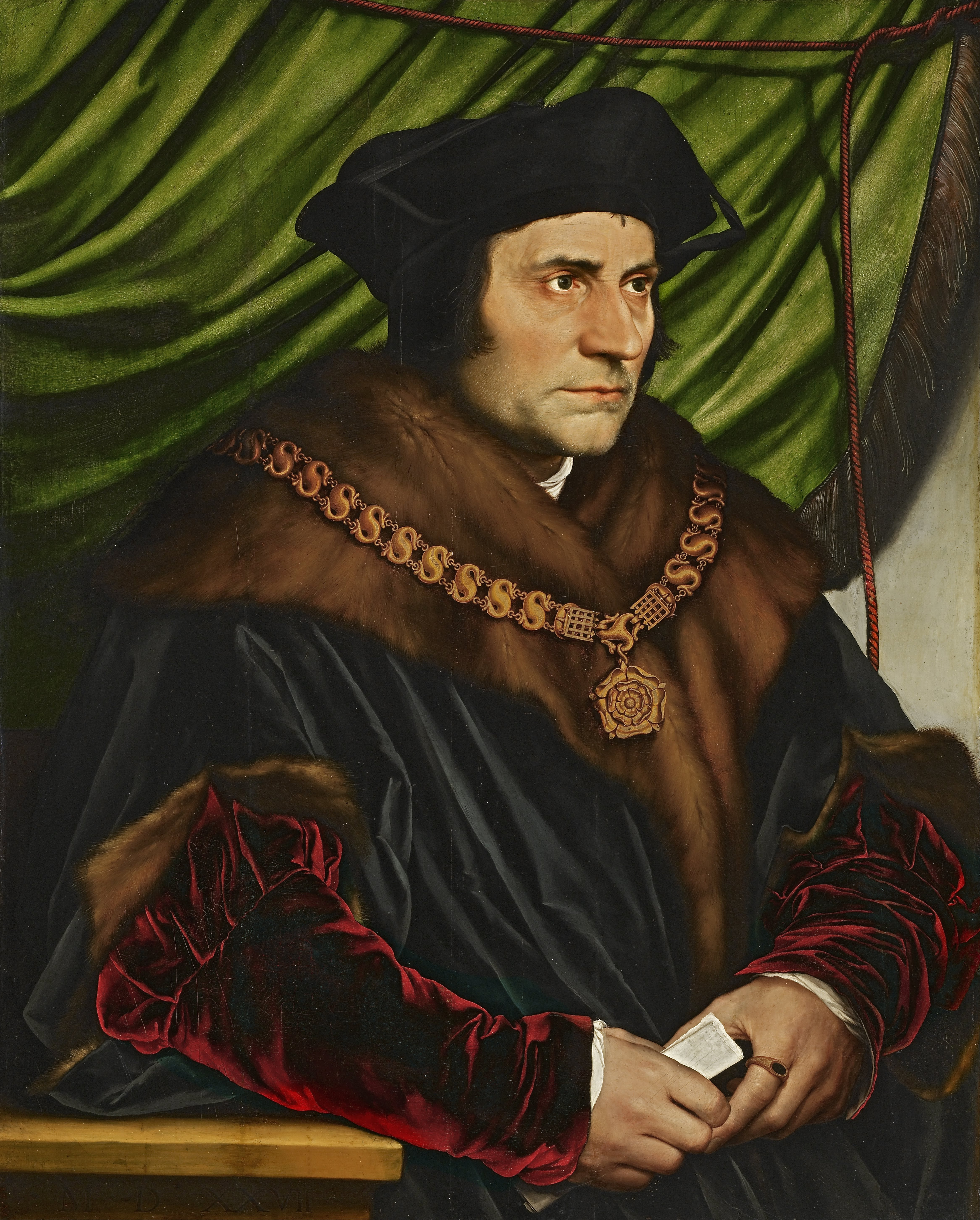
Thomas More (1504-1510), par Hans Holbein le Jeune
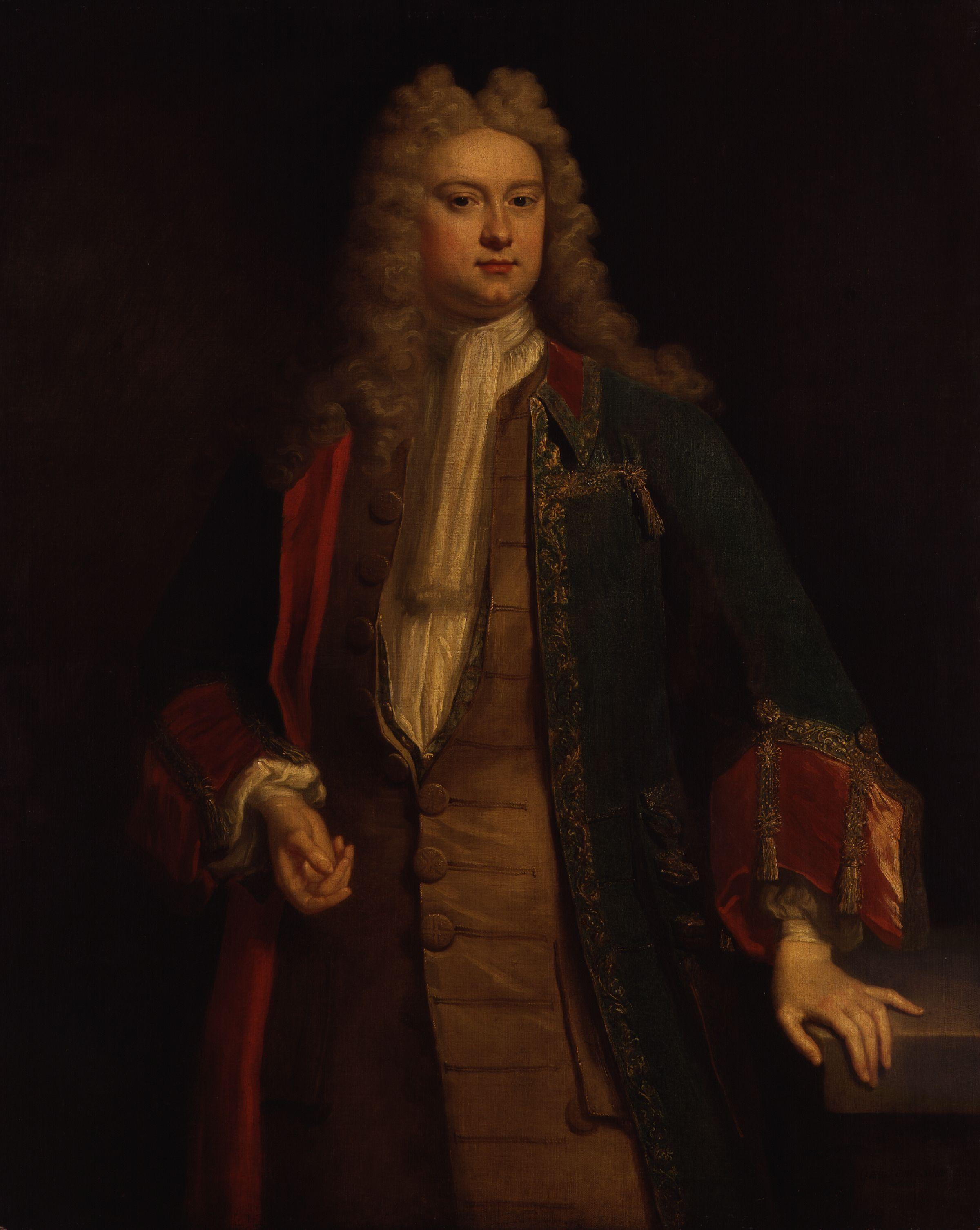
Horatio Walpole (1722-1734)
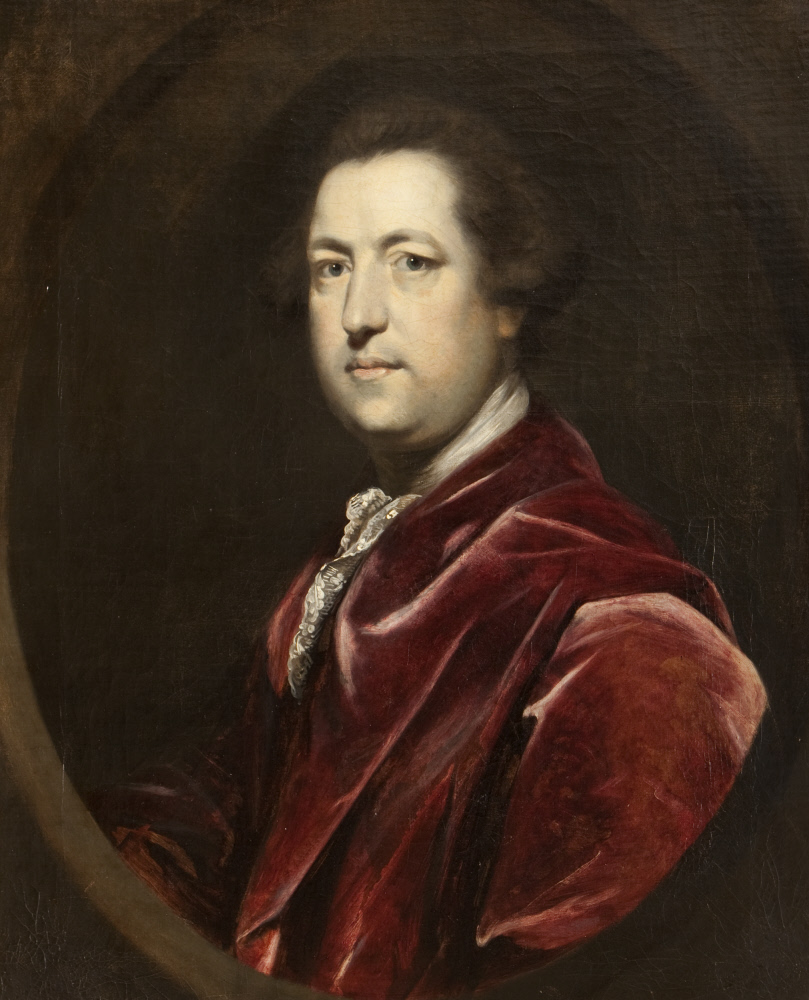
Charles Townshend (1747-1756)
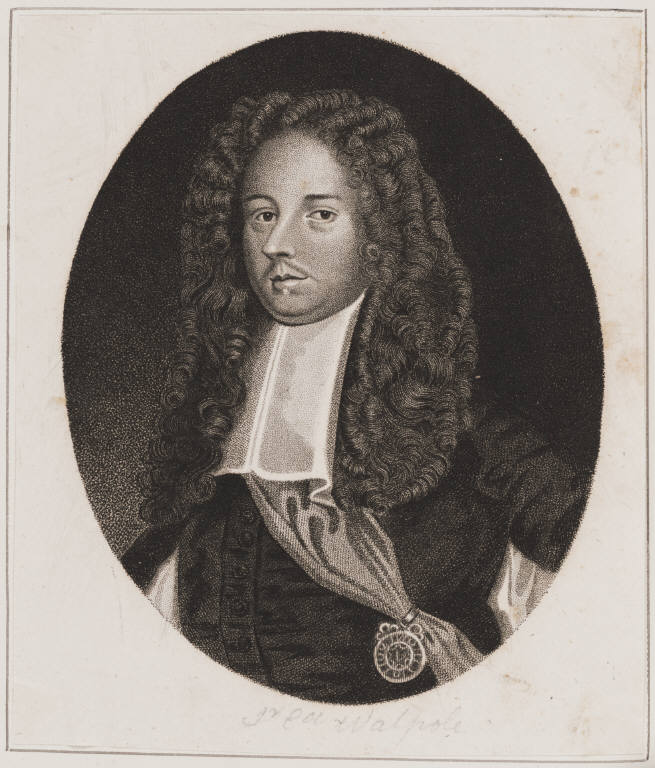
Edward Walpole (1734-1768)
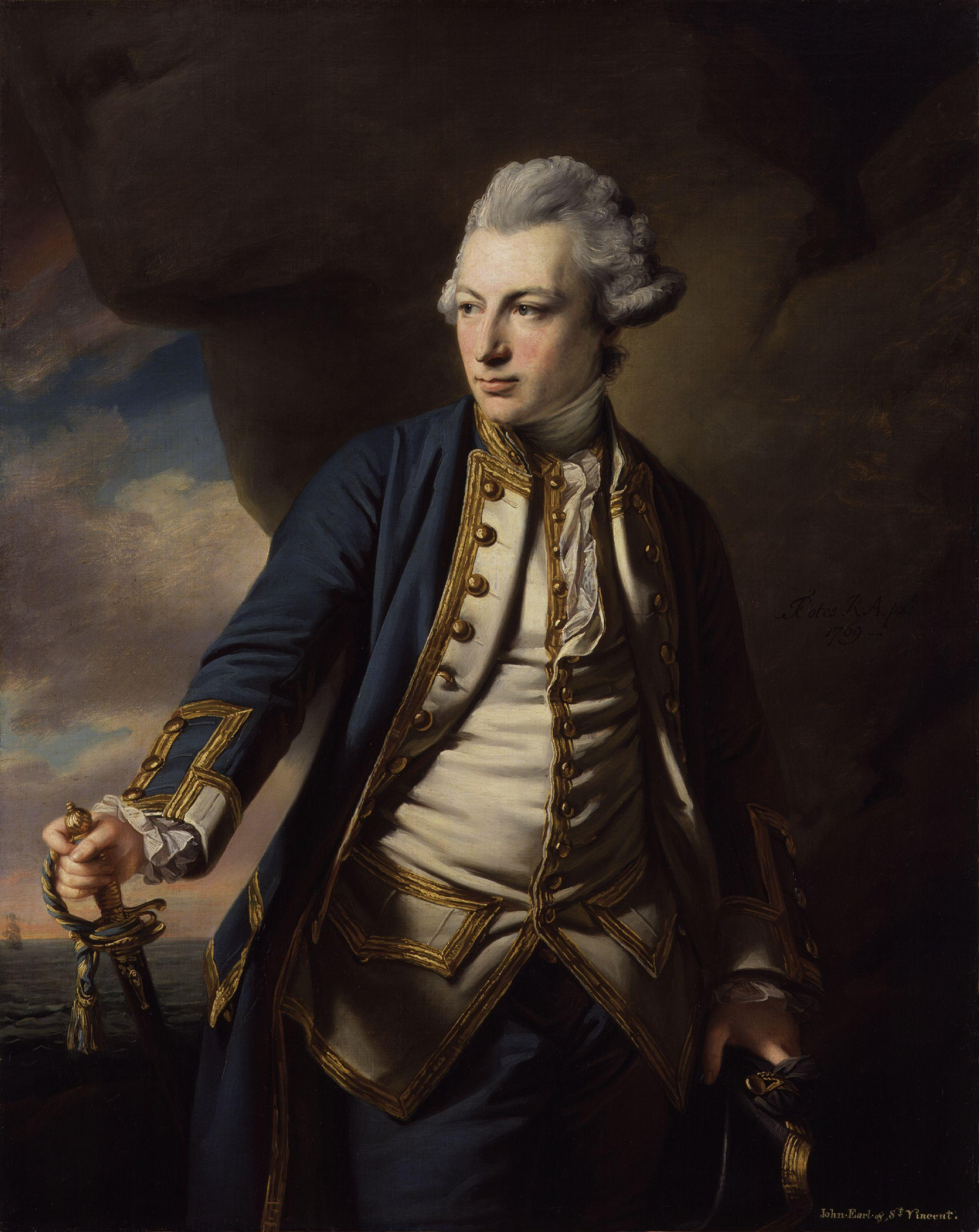
John Jervis (1784-1790), par Francis Cotes
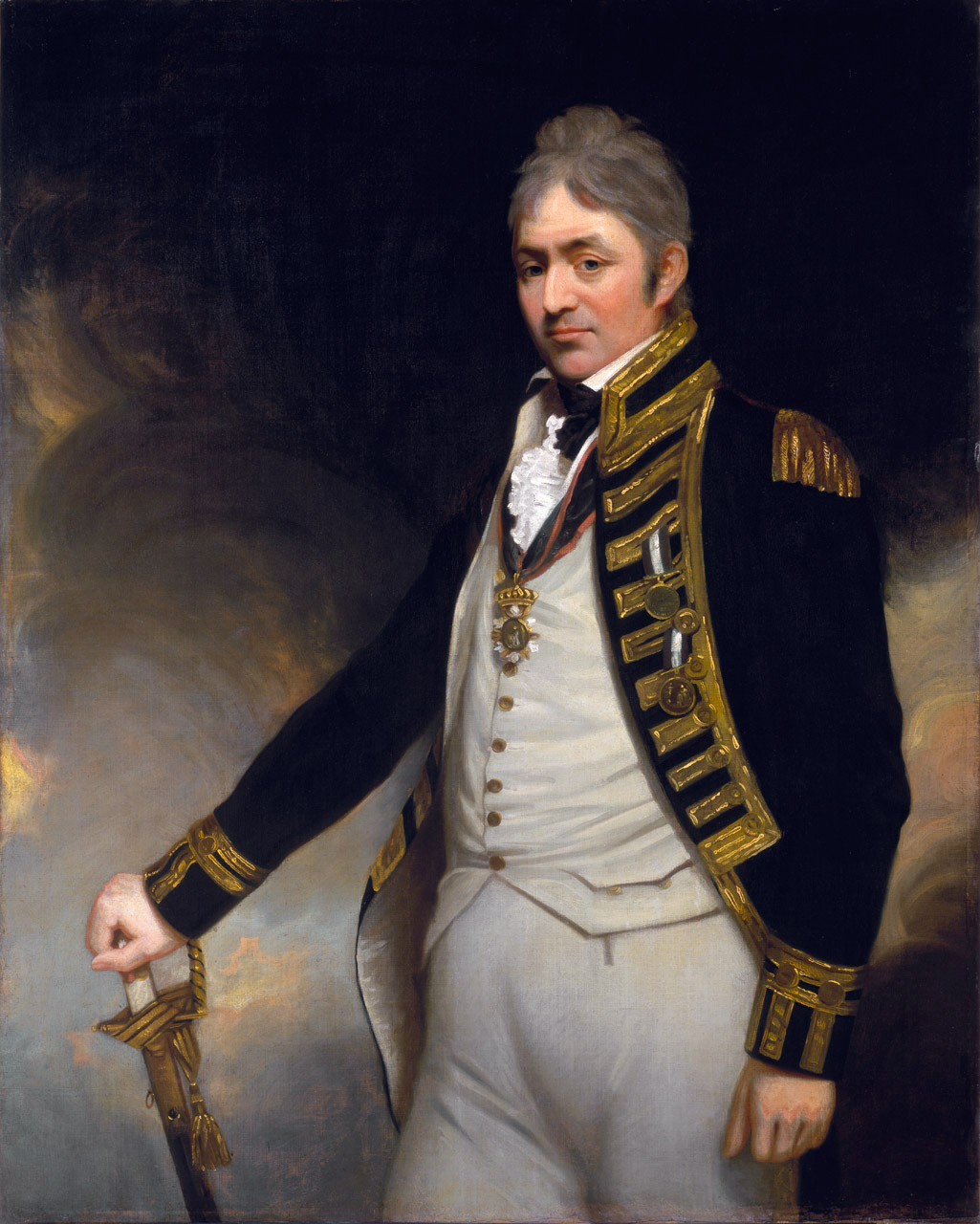
Thomas Troubridge (1802-1806), par William Beechey
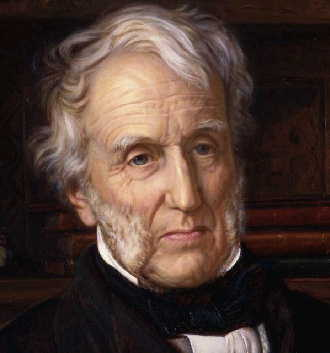
Stephen Lushington (1806-1808), par William Holman Hunt
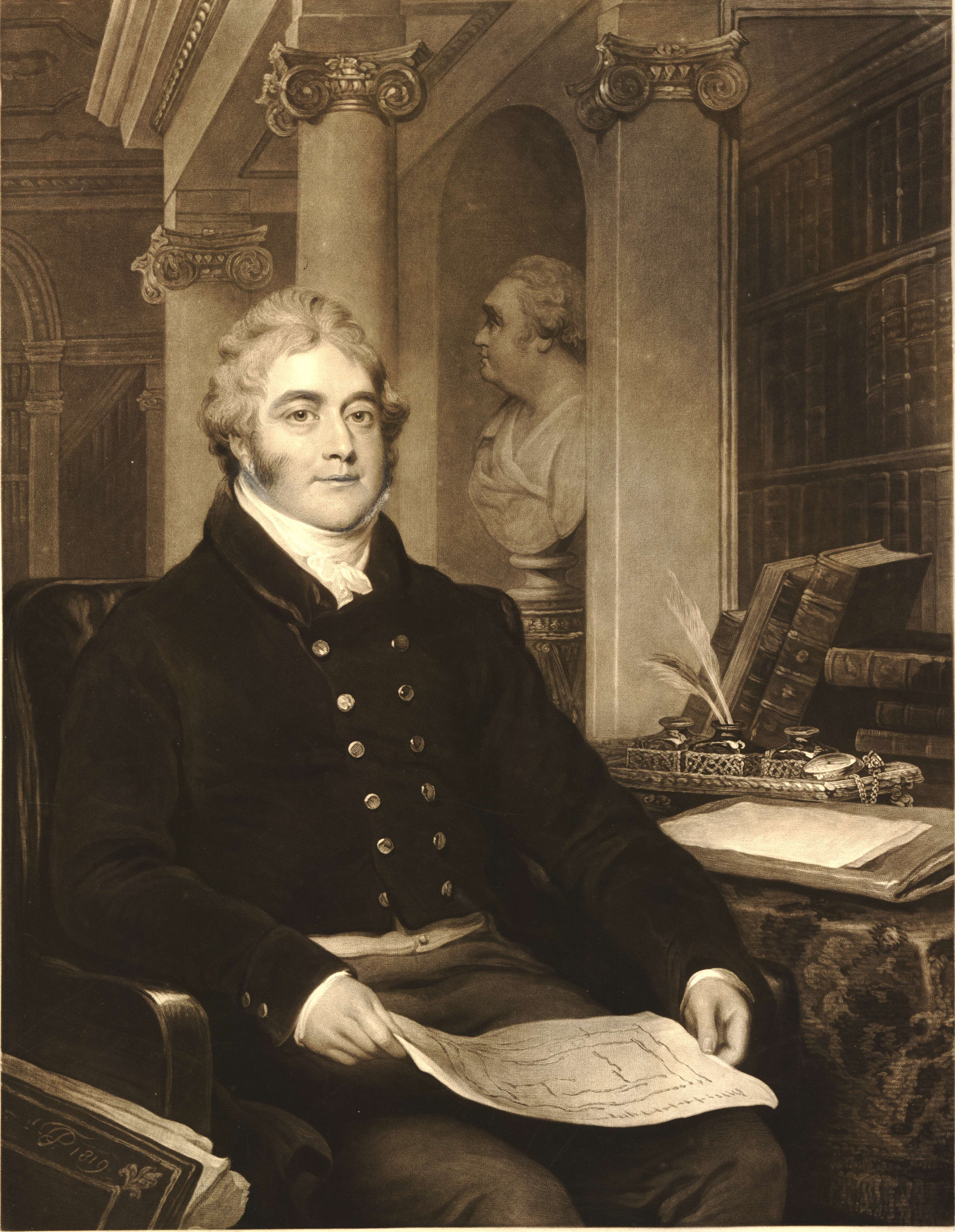
Thomas Anson (1818-1819), par Charles Turner
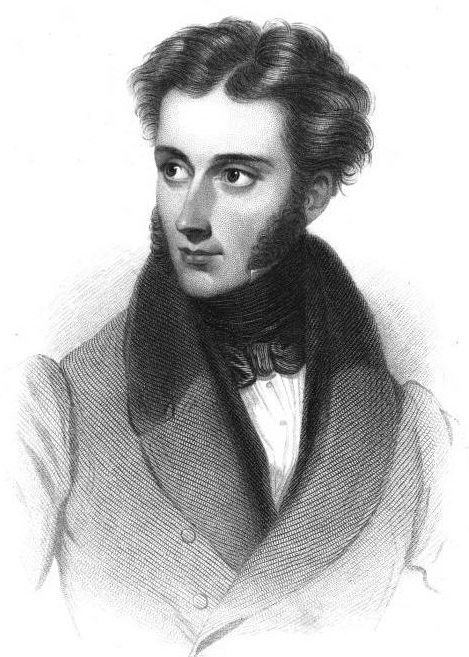
Winthrop Mackworth Praed (1835-1837)
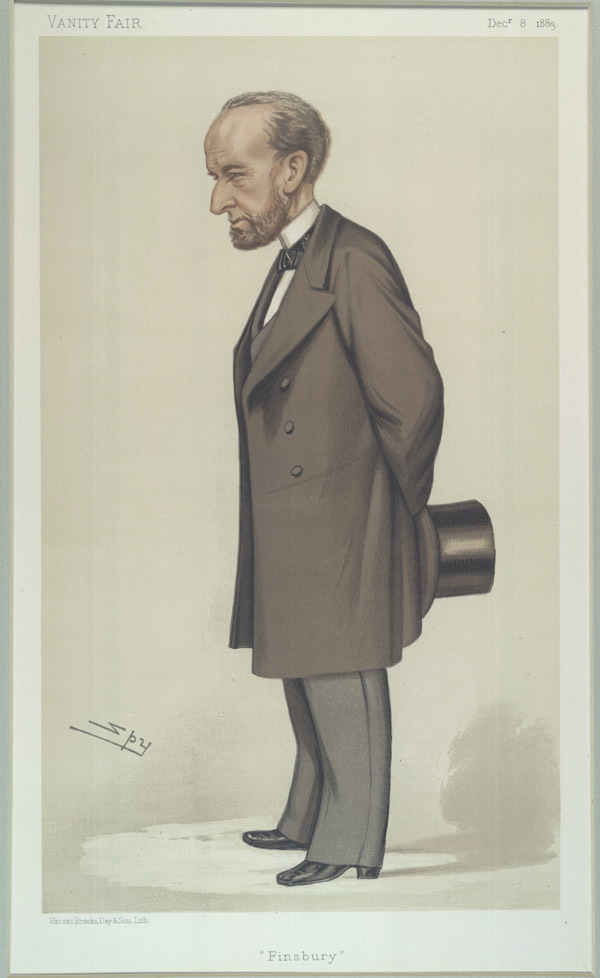
William Torrens McCullagh (mars-août 1857), par Spy du Vanity Fair
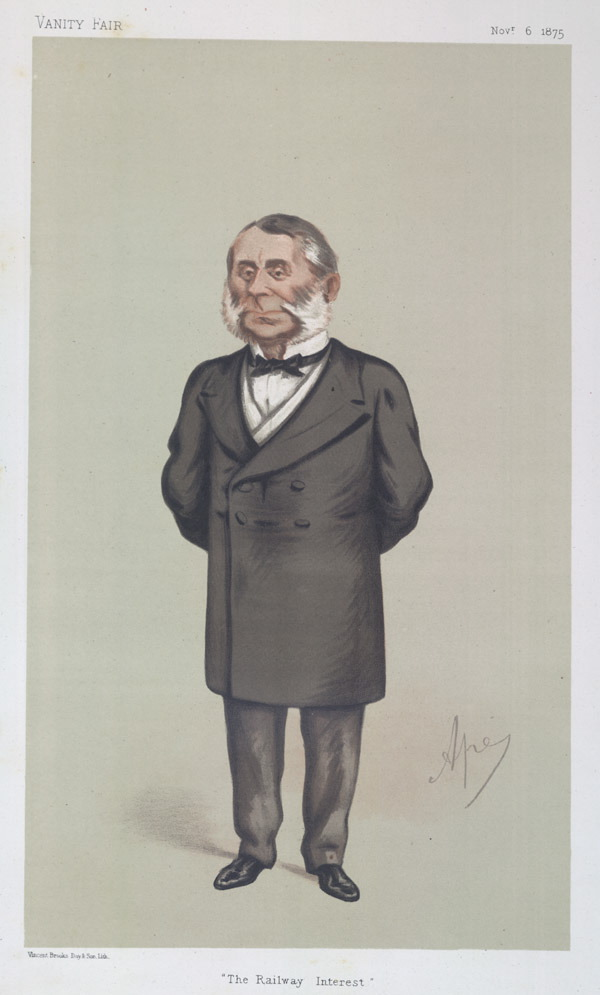
Edward Watkin (mars-août 1857), par Spy
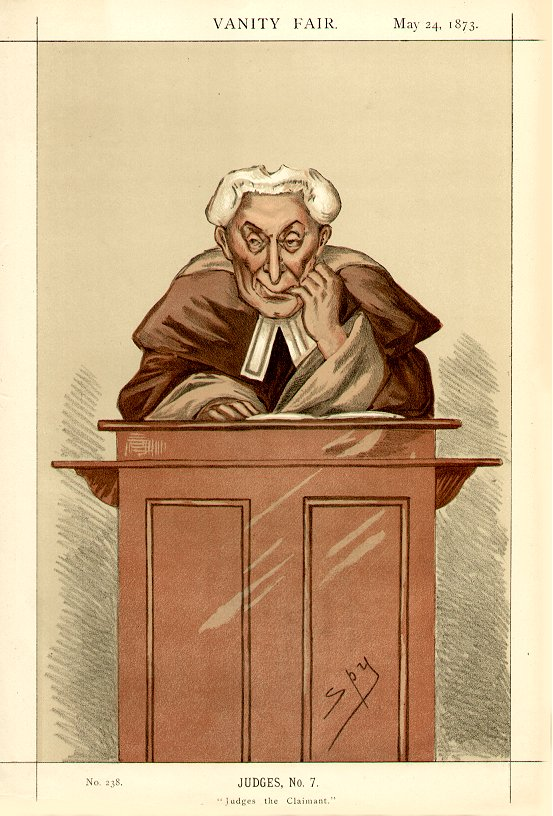
John Mellor (1857-1859), par Spy
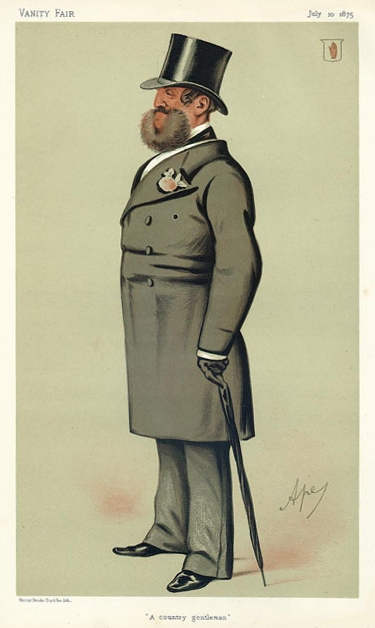
Henry Stracey (1859-1865), par Spy
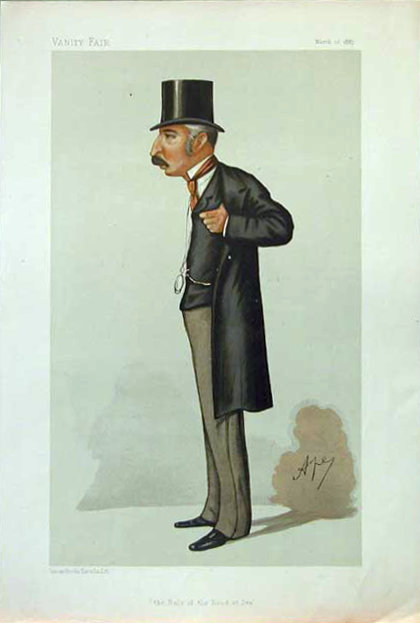
John Colomb (1895-1906), par Ape
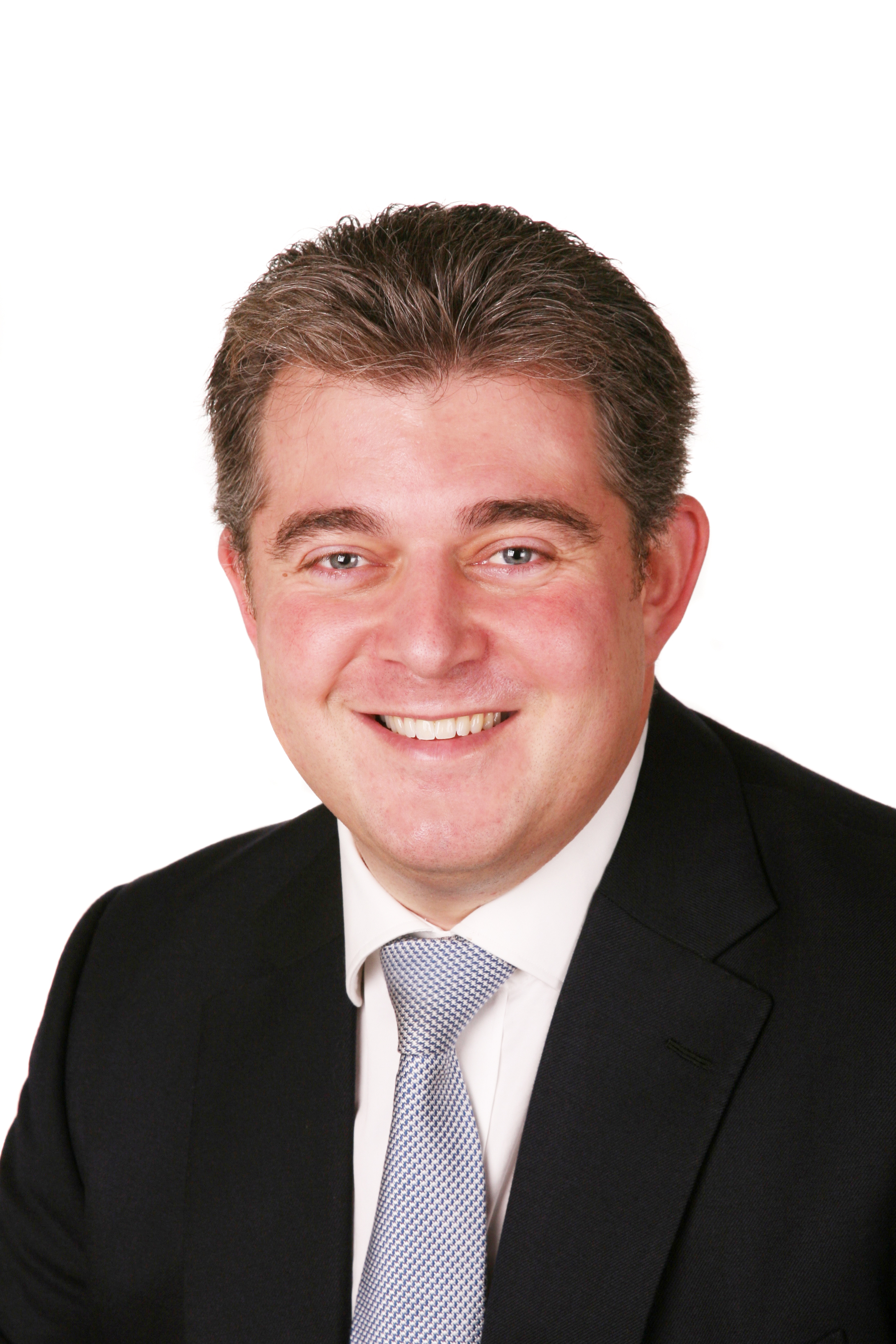
Brandon Lewis (2010-2024)